# جسیکا پارکر کندی
جسیکا پارکر کندی (انگلیسی: Jessica Parker Kennedy؛ زادهٔ ۳ اکتبر ۱۹۸۴) بازیگر کانادایی است. او به خاطر نقش‌هایش در تلویزیون از جملۀ ملیسا گلیسر در دایره راز، مکس در بادبان‌های سیاه، نورا وست-آلن در فلش و نقش‌های فرعی در اسمالویل و کلونی شناخته شده‌است.

## فیلم‌شناسی

### فیلم
| سال  | عنوان          | نقش                    | یادداشت    |
| ---- | -------------- | ---------------------- | ---------- |
| ۲۰۱۰ | شرکت کارما     | کندی                   | فیلم کوتاه |
| ۲۰۱۱ | ۵۰/۵۰          | جکی                    |            |
| ۲۰۱۱ | سر وقت         | ادواردو                |            |
| ۲۰۱۱ | گوشت فاسد      | استلا                  |            |
| ۲۰۱۵ | مرد کامل       | ریچل                   |            |
| ۲۰۱۷ | متولد ماه می   | سیرا                   |            |
| ۲۰۱۸ | دوربین         | کتی                    |            |
| ۲۰۱۸ | قتل عمیق       | فیلیس «بیبی‌سیتر» گورمن |            |
| ۲۰۱۹ | روش کسب‌وکار    | دکتر هلن               |            |
| ۲۰۲۱ | به جای من ببین | کلی                    |            |

### تلویزیون
| سال                   | عنوان                     | نقش                     | یادداشت                             |
| --------------------- | ------------------------- | ----------------------- | ----------------------------------- |
| ۲۰۰۶                  | سانتا بیبی                | لوسی                    | فیلم تلویزیونی                      |
| ۲۰۰۷                  | طعمه ۲: اغوای بیگانه      | دختر زیبا               | ویدئو                               |
| ۲۰۰۷                  | کایا                      | ناتالی                  | ۱۰ قسمت                             |
| ۲۰۰۸                  | یک داستان سیندرلایی دیگر  | تامی                    | فیلم تلویزیونی                      |
| ۲۰۱۰–۲۰۰۸             | اسمالویل                  | بتی سانس سوسی / پلاستیک | ۳ قسمت                              |
| ۲۰۰۹                  | خود ترس                   | بکا                     | قسمت: «جعبه روح»                    |
| ۲۰۰۹                  | والمونت                   | بئاتریس                 | ۳۳ قسمت                             |
| ۲۰۰۹                  | سانتا بیبی ۲: شاید کریسمس | لوسی                    | فیلم تلویزیونی                      |
| ۲۰۱۰–۲۰۰۹             | سربازان                   | لورل                    | ۲ قسمت                              |
| ۲۰۱۰                  | وی                        | گریس                    |                                     |
| ۲۰۱۰                  | مخفی                      | لیزی                    | قسمت نخست                           |
| ۲۰۱۰                  | برادران و خواهران         | آنجی                    |                                     |
| ۲۰۱۰                  | به من دروغ بگو            | آلیسون رابرتز           | قسمت: «فراتر از باورها»             |
| ۲۰۱۱                  | نسبتاً قانونی              | جسیکا نورد              | قسمت نخست                           |
| ۲۰۱۲–۲۰۱۱             | دایره راز                 | ملیسا گلیسر             | نقش اصلی                            |
| ۲۰۱۳–۲۰۱۲             | ۹۰۲۱۰                     | مگان رز                 | ۶ قسمت                              |
| ۲۰۱۷–۲۰۱۴             | بادبان‌های سیاه            | مکس                     | نقش اصلی                            |
| ۲۰۱۷                  | اسلحه مرگبار              | دی‌جی                    | قسمت: «خانه‌نشین‌ها»                  |
| ۲۰۱۷                  | کلونی                     | مایا                    | ۵ قسمت                              |
| ۲۰۱۷                  | جان‌بها                    | شارلوت واکر             | قسمت: «دشمن داخلی»                  |
| ۲۰۱۷                  | سوپرگرل                   | نورا وست-آلن / اکس‌اس    | قسمت: «بحران در زمین-اکس، بخش نخست» |
| ۲۰۱۹–۲۰۱۸؛ ۲۰۲۱–اکنون | فلش                       | نورا وست-آلن / اکس‌اس    | ۳۳ قسمت                             |
| ۲۰۲۲                  | پیرمرد                    | زنی در ایستگاه اتوبوس   | قسمت: «قسمت سوم»                    |